# La Dernière Partie
La Dernière Partie est un téléfilm français de Ludovic Colbeau-Justin diffusé en 2021.

## Synopsis
Christophe Maquet, avocat réputé à Paris, a toujours privilégié sa carrière au détriment de sa famille. Alors qu'il apprend qu'il va recevoir la Légion d'Honneur, il reçoit un appel de sa mère. Cette dernière l'informe que son père, atteint de la Maladie de Charcot, a décidé de mourir par euthanasie. Christophe retourne donc à Sète en espérant convaincre son père de renoncer à cette idée...

## Fiche technique
- Réalisation : Ludovic Colbeau-Justin
- Scénario : Jean-André Yerles avec la collaboration de Franck Dubosc
- Production : Hervé Bellech
- Société de production : Calt Story
- Genre : Drame
- Pays :  France
- Durée : 90 minutes (1 h 30)
- Date de diffusion :
  - 20 octobre 2021 sur Salto
  - 8 novembre 2021 sur TF1

## Distribution
- Franck Dubosc : Christophe Maquet
- Guy Marchand : Francis Maquet
- Macha Méril : Louise Maquet
- Julie Gayet : Claire
- Timon Kapps : Arthur
- Héléna Noguerra : Valentine
- Bruno Solo : Jean-Phi
- Jean-Marie Winling : Maurice
- Jean-Luc Peyri : le gérant
- Marie Guillard : la médecin de Francis
- Stéphanie Freisse : l'infirmière
- Ralph Amoussou : le père Mathieu
- Quentin Gracias : le vendeur des pompes funèbres
- Simon Giesbert : Valentin
- Dominique Ratonnat : le notaire
- Flore Grimaud : Delphine
- Lola Felouzis : Mélanie
- Pierre Val : le bâtonnier

## À noter
Cette fiction est inspirée de la mort du propre père de Franck Dubosc, survenue en 2002,,. En effet, ce dernier a cherché en jouant ce personnage à dire tout ce qu'il n'a jamais dit au sien ; une manière cathartique de faire son deuil.
Le comédien Jean-Marie Winling, qui tient le rôle de Maurice, est réellement natif de la ville de Sète.